# Chauray
Chauray település Franciaországban, Deux-Sèvres megyében. Lakosainak száma 7173 fő (2022. január 1.). Chauray La Crèche, François, Niort, Saint-Gelais és Vouillé községekkel határos.

## Népesség
A település népességének változása:
| Lakosok száma | 6655 | 6867 | 7136 | 7006 | 7044 | 7083 | 7155 | 7151 | 7173 |
|               | 2013 | 2015 | 2016 | 2017 | 2018 | 2019 | 2020 | 2021 | 2022 |